# Ласк
Ласк (пољ. Łask) град је у Пољској у Војводству лођском. По подацима из 2012. године број становника у месту је био 18 202.

## Становништво
| 2012.  |
| ------ |
| 18 202 |